# Religión en Mauritania

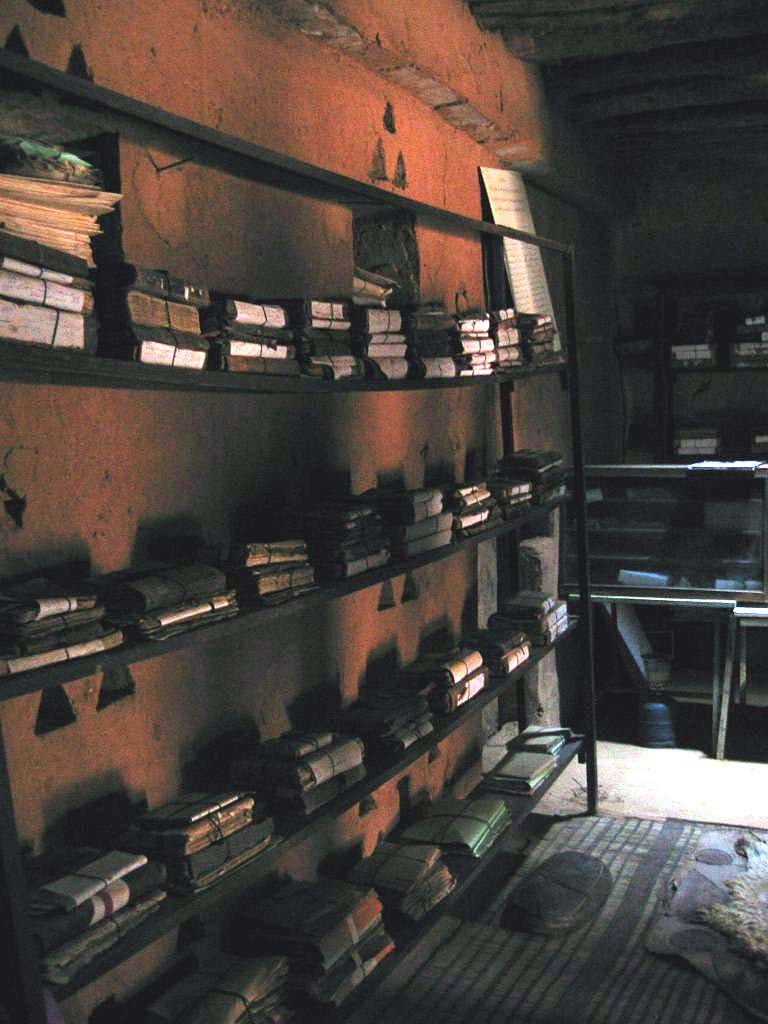
Colección del Coran en la Biblioteca de Chingueti.

La religión en Mauritania es casi en la totalidad de sus habitantes seguidores de la escuela de jurisprudencia Sunni Islam de Maliki, influenciada por el sufismo. Mauritania es un país de África, limítrofe con Argelia, Malí, Senegal y el Sáhara Occidental (actualmente controlado por Marruecos). Oficialmente, el 100% de los ciudadanos del país son musulmanes, aunque existe una pequeña comunidad de cristianos, principalmente de nacionalidad extranjera. Las dos tariqas musulmanas sufíes más grandes de Mauritania son Tijaniyyah y Qadiriyya. Debido a las divisiones étnicas y tribales en el país, el gobierno considera que la religión es esencial para la unidad nacional.
Hay alrededor de 4500 católicos en el país de origen extranjero. También hay algunos seguidores del judaísmo trabajando en el país.

## Historia
Fue el comercio con comerciantes musulmanes lo que trajo el islam a la región, en el siglo VIII.
La dinastía almorávide subió al poder en el Magreb occidental durante el siglo XI y prostimó el islam en toda la región. Los miembros de los bereberes de Gadala trajeron al teólogo Abdalá Ben Yasin de La Meca en 1035, a donde viajaron en busca del hajj, para expurgar el paganismo que todavía prevalecía en Mauritania. Aunque el islam había existido en la región antes de los almorávides, el dominio almorávide aceleró la propagación del islam y eliminó las influencias animistas sobre las prácticas islámicas locales. La interpretación estricta del islam por parte de Ibn Yasin enajenó a muchos de los bereberes, y el teólogo fue expulsado. La expansión militar de Ben Yasin convirtió al islam a los miembros de la tribu de los bereberes gadala, lemtuma y messufa de la región. La captura de Siyilmasa y Audagost, ciudades importantes en el comercio transahariano, les permitió dominar las rutas comerciales del Sahara. Los almorávides convirtieron a los bereberes que habitan la actual Mauritania en la escuela maliki del islam sunita, que sigue siendo dominante en Mauritania hasta el día de hoy.
Ben Yasin fue sucedido por Abu Bakr Ibn Umar, un jefe de los bereberes de Lamtuna. La lucha entre los lamtuma y los messufa llevó a ibn Umar a declarar una guerra santa contra el Imperio de Ghana para unificar a las tribus contra un enemigo común. La guerra, que duró catorce años, extendió el islam a los miembros del pueblo soninke, fundadores de Ghana.  La influencia política de los almorávides disminuyó a medida que la dinastía declinaba, pero la adhesión islámica se consolidó firmemente en el país.
La influencia política de la tribu Kunta entre los siglos XVI y XVIII reforzó la popularidad del sufismo qadirí en la región. Entre los siglos XVI y XVIII, la declaración de yihadistas por parte de teólogos musulmanes impulsó el establecimiento de un gobierno islámico en África Occidental. En el siglo XVII, Nasir al-Din dirigió una yihad en Mauritania, con el apoyo de los bereberes frustrados por la corrupción de los gobernantes árabes de la región.
El imperio colonial francés se expandió hacia Mauritania en el siglo XIX. Los yihadistas de África Occidental fueron puestos fin, tras la represión de los colonos británicos y franceses. En un esfuerzo por frustrar el militarismo y las amenazas de rebelión, los administradores coloniales franceses alentaron la influencia de zaqiya, las tribus religiosas de Mauritania, sobre el hassan, las tribus guerreras de Mauritania.

### Después de la independencia
El país declaró su independencia en 1960 y se estableció como una república islámica. La independencia llevó al poder a Moktar Ould Daddah, quien promovió el islam durante su gobierno. Un golpe de Estado militar derrocó a Daddah en 1978. El coronel Mohamed Khouna Ould Haidalla, uno de los participantes en el golpe, se convirtió en jefe del gobierno en 1980 y aplicó la ley Sharia. Maaouya Ould Sid'Ahmed Taya, sucesor de Ould Haidalla, revirtió algunos de estos cambios, pero fue derrocado en un golpe militar en 2005.

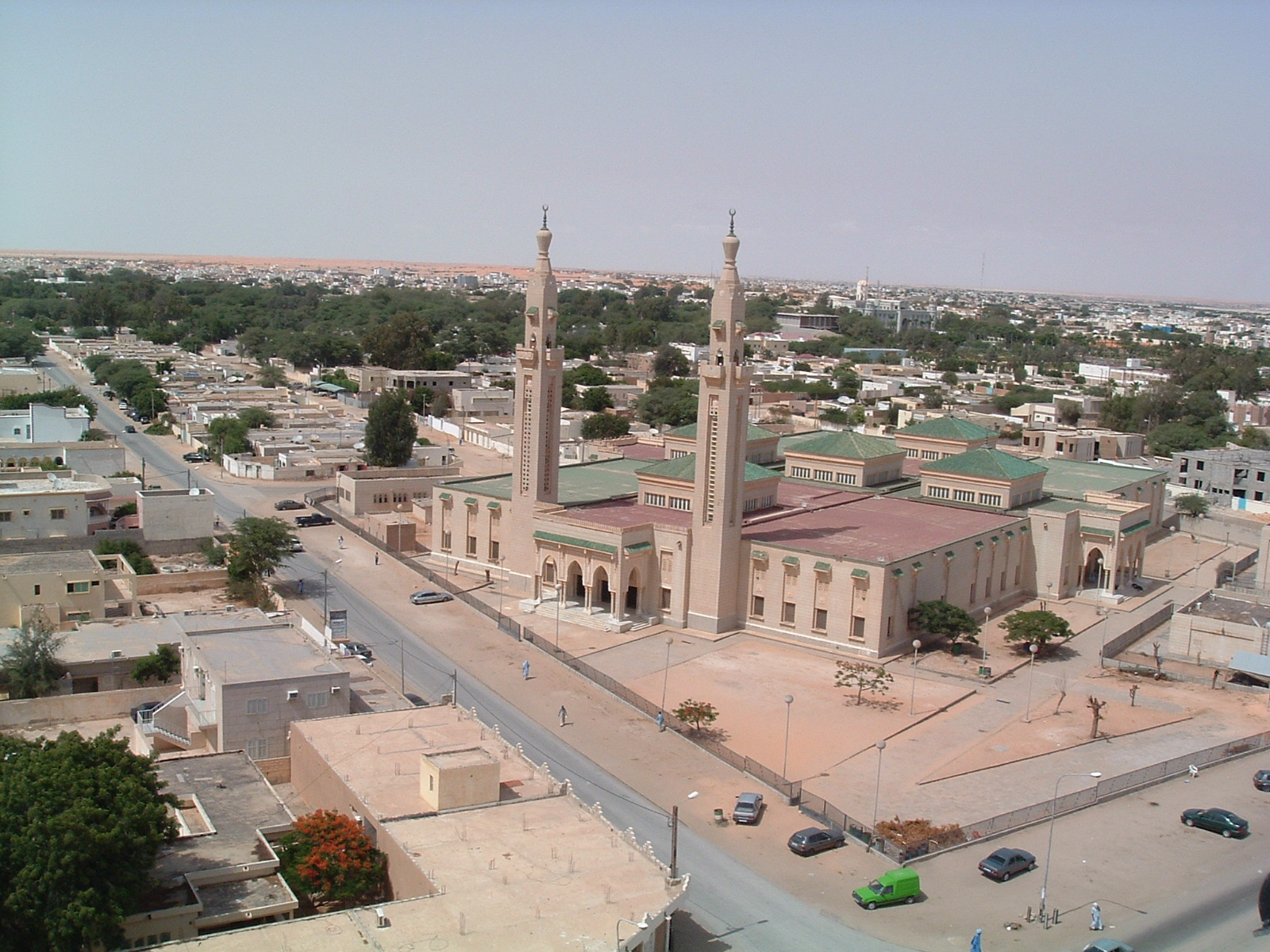
Mezquita saudita de Nuakchot.

El islam político, o islamismo, se introdujo en la región durante la década de 1970. La inestabilidad que siguió al golpe de Estado que derrocó a Daddah invitó a elementos de los Hermanos Musulmanes, el wahabismo y Tabligh. Los islamistas se unieron como partido político en la década de 1980, pero fueron reprimidos políticamente a partir de 1994. El financiamiento de Arabia Saudita y otras monarquías del Golfo apoyó el establecimiento de escuelas, centros y organizaciones benéficas islámicas en todo el país, pero en gran medida fueron cerradas por el gobierno en 2003. En 2005, los islamistas fueron detenidos y acusados de terrorismo. De los ochenta detenidos inicialmente, dieciocho seguían en prisión en 2006.

### Islam
El islam es, con mucho, la religión más grande e influyente del país, y lo ha sido desde el siglo X. Según el censo del gobierno, el 100% de los ciudadanos del país son musulmanes. Al igual que gran parte del norte de África, los mauritanos siguen la escuela islámica de Maliki.
El islam es la religión del estado, y la sharia se utiliza como base de las decisiones judiciales. El Alto Consejo del Islam, compuesto por cinco miembros, determina la compatibilidad de las leyes seculares con las leyes islámicas.

## Restricciones gubernamentales
En Mauritania, las ONG religiosas y laicas están exentas de impuestos. Basándose en la postura de la sharia sobre la apostasía en el islam, el gobierno prohíbe convertir a los musulmanes a religiones rivales. La publicación de materiales religiosos que no son islámicos está restringida. La educación religiosa se considera obligatoria, pero únicamente constituye una pequeña parte del programa de estudios de las escuelas públicas.
Según el Pew Research Center, aunque el conflicto social causado por las hostilidades religiosas es bajo en Mauritania, la cantidad de restricciones gubernamentales a la práctica de la religión es alta. Mauritania es el duodécimo país más restrictivo religiosamente del mundo, situado entre Indonesia y Pakistán.